# Opius giluweensis
Opius giluweensis är en stekelart som beskrevs av Fischer 1990. Opius giluweensis ingår i släktet Opius och familjen bracksteklar. Inga underarter finns listade i Catalogue of Life.